# كارثة قارب المهاجرين قبالة ميسينيا 2023
في 14 يونيو 2023، غرق قارب صيد لتهريب المهاجرين في المياه الدولية في البحر الأيوني قبالة سواحل بيلوس، ميسينيا، اليونان. كان القارب الذي غادر طبرق، ليبيا، في 10 يونيو، يحمل ما يُقدَّر بـ 400 إلى 750 مهاجراً. أنقذت جهود البحث والإنقاذ التي قامت بها السلطات اليونانية 104 شخصًا من بينهم مصريون وسوريون وباكستانيون وأفغان وفلسطينيون،  وانتشلت 82 جثة، وهناك مئات آخرين في عداد المفقودين ويُفترض أنهم لقوا حتفهم.

## خلفية
سمحت الأزمة المستمرة في ليبيا منذ 2011، إلى جانب عدم الاستقرار في البلدان المجاورة، بتطور أعمال تهريب البشر الكبيرة، مما جعل ليبيا مركزًا لنقل المهاجرين واللاجئين عبر البحر الأبيض المتوسط إلى أوروبا. أعاقت الأزمة الاقتصادية الباكستانية 2022-2023 قدرة باكستان على استيراد المنتجات الغذائية الأساسية، وأجبرت الشعب الباكستاني على البحث عن فرص في الخارج. لهذا السبب، تعد باكستان مصدرًا رئيسيًا للمهاجرين، ويشكل الباكستانيون الحصة الأكبر من المهاجرين على هذا القارب. كان الكثير منهم من الجزء الباكستاني من كشمير.
أعلنت المنظمة الدولية للهجرة أن الطريق البحري من شمال إفريقيا إلى إيطاليا للمهاجرين واللاجئين الذين يسعون للوصول إلى أوروبا هو الأكثر فتكًا على وجه الأرض، حيث سجل 21 ألف حالة وفاة منذ عام 2014. يحشد مهربو البشر المهاجرين في قوارب غير صالحة للإبحار، وغالبًا ما يكونون في أماكن مُقفلة، وتستغرق الرحلات أيامًا طويلة، حيث يتوجهون إلى إيطاليا، عبر البحر من ليبيا، لأنها أقرب إلى أوروبا الغربية من اليونان.
شهدت طرق التهريب البحرية إلى أوروبا عددًا متزايدًا من الحوادث المميتة: حيث توفي 3800 شخص في عام 2022 أثناء عبور طرق المهاجرين واللاجئين من الشرق الأوسط وشمال إفريقيا. في 26 فبراير 2023، توفي ما لا يقل عن 94 شخصًا عندما غرق قارب خشبي من إزمير، تركيا، قبالة كيوترو في جنوب إيطاليا في أكثر الحوادث البحرية دموية في البحر الأبيض المتوسط عام 2023 حتى تلك اللحظة.

## الحادثة

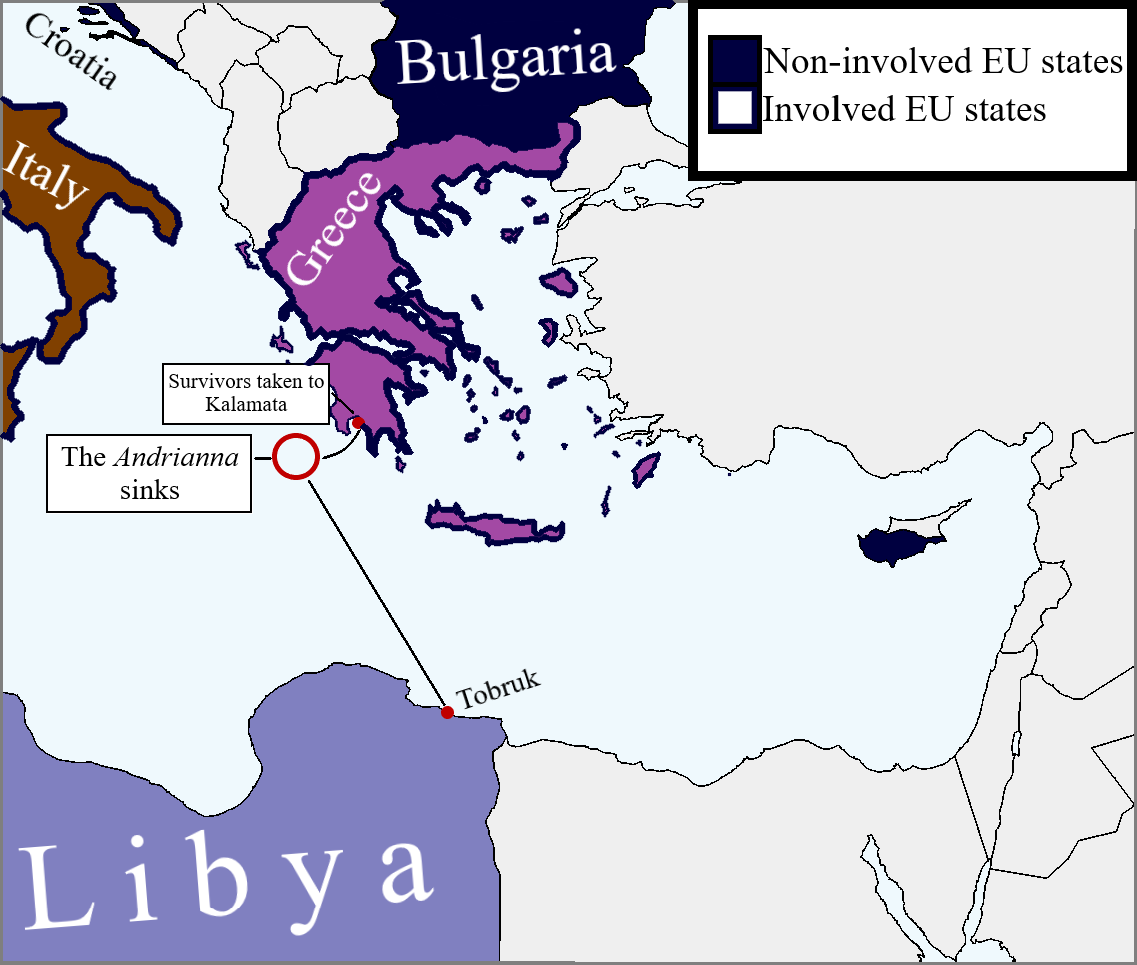
خريطة لشرق البحر الأبيض المتوسط، توضح الطريق الذي سلكه نهر أندريانا وأين تم نقل الناجين.

غادر القارب، المسمى أندريانا،  من طبرق، وهي مدينة في المرج القديمة، ليبيا، جنوب جزيرة كريت اليونانية، في 10 يونيو 2023. وكان القارب يحمل عددا كبيرا من الناس، فوق طاقته بكثير ؛ وفقًا لـ Alarm Phone،  وهي مؤسسة خيرية أوروبية لدعم الإنقاذ زعمت أنها تلقت نداء استغاثة من قارب كان على متنه ما يصل إلى 750 شخصًا ؛ ولم يتضح ما إذا كان هذا هو نفس القارب الذي غرق. قدرت المنظمة الدولية للهجرة (IOM) أن حوالي 400 كانوا على متن هذا القارب. صرح يوانيس زافيروبولوس، نائب عمدة مدينة كالاماتا اليونانية، أن هناك أكثر من 500 شخص كانوا على متن ذلك القارب،  وقدَّرت طوله بحوالي 20 إلى 30 متر (66 إلى 98 قدم). كان قارب أندريانا متجهًا إلى إيطاليا.
كانت هناك مزاعم بأنه كان مطلوبًا من الباكستانيين أن يكونوا تحت سطح السفينة، بينما سُمح لجنسيات أخرى بالبقاء على السطح العلوي حيث كانت لديهم فرصة أكبر للنجاة. كما كانت هناك مزاعم بأن النساء والأطفال أجبروا على البقاء في الحجز.
في 13 يونيو، نبه خفر السواحل الإيطالي السلطات اليونانية ووكالة حماية الحدود التابعة للاتحاد الأوروبي، فرونتكس، إلى وجود سفينة قادمة في خطر. وأبلغ الإيطاليون اليونانيين بالتحركات الغريبة للسفينة. قال خفر السواحل اليوناني إن طائرة فرونتكس وسفينتين تجاريتين رصدت السفينة وهي تقترب من الشمال بسرعات عالية، مما دفع إلى إرسال المزيد من الطائرات والسفن. جرى تقديم عروض المساعدة للسفينة ولكن جرى رفضها وفقًا لخفر السواحل اليوناني.
في فترة ما بعد الظهر، اقتربت إحدى السفن التجارية من Andrianna وعرضت عليها المساعدة ؛ ولكن الركاب رفضوا ذلك. قامت سفينة تجارية أخرى بالشيء نفسه فيما بعد وتلقت الرد نفسه. اقتربت دورية خفر السواحل اليوناني من سطح السفينة في المساء، حيث أكدوا وجود عدد كبير من المهاجرين. رفض المهاجرون مرة أخرى أي مساعدة، قائلين إنهم يرغبون في الاستمرار إلى إيطاليا. في جميع الحالات الثلاث، ذكر المهاجرون أنهم يريدون الطعام والماء، وهو ما قدمته سفينة الدورية اليونانية والسفينة التجارية التي ترفع العلم المالطي. ورافقت الدورية اليونانية السفينة في وقت لاحق. ذكر الناجون من غرق السفينة أن سفينة تابعة لخفر السواحل اليوناني تسببت في انقلاب قارب الصيد بمحاولة جره.
في حوالي الساعة 1:40 (بتوقيت شرق أوروبا EEST) في 14 يونيو، علم خفر السواحل اليوناني أن محرك القارب قد تعطل. وبعد تلقي نداء للمساعدة، اقترب ضباط خفر السواحل من القارب. وذكروا أنهم بعد ذلك "رأوا القارب يأخذ منعطفًا يمينًا، ثم يسارًا حادًا، ثم يمينًا آخر كبير جدًا لدرجة أنه تسبب في انقلاب القارب". بعد حوالي 10 إلى 15 دقيقة، غرق القارب، وسقط ركابه إلى البحر الأيوني. غرق القارب على بُعد قرابة 50 ميل (80 كـم) قبالة ساحل بيلوس، ميسينيا، في بيلوبونيز،  في منطقة يتراوح عمقها بين 13,000 إلى 17,000 قدم (4,000 إلى 5,200 م). أفاد خفر السواحل اليوناني أنه لم يكن أحد على متن السفينة يرتدي سترة نجاة.
وفقًا للتحقيقات التي أجرتها بي بي سي وأخبار 24/7، لم يتحرك القارب لمدة سبع ساعات على الأقل قبل غرقه، وهو ما يتعارض مع رواية خفر السواحل اليونانية عن الحادث.

## البحث والإنقاذ
بدأ خفر السواحل اليوناني والجيش بعد الغرق عملية بحث وإنقاذ واسعة النطاق. وقد تعقدت العملية بسبب الرياح العاتية في المنطقة. تم نُقِل الناجين إلى كالاماتا. وقد جرى إنقاذ 104 من الركاب، صرحت السلطات اليونانية أنها تتوقع عدم العثور على المزيد من الناجين، مما ترك المئات في عداد المفقودين. "وقد طُلب من اليخت ملكة المايا المساعدة في نقل بعض الناجين الـ 104 إلى الشاطئ". أفاد الناجون، ومعظمهم من الرجال،  أن المهربين أبقوا النساء والأطفال في مكان مغلق. بناءً على روايات الناجين، يُعتقد أن ما يصل إلى 100 طفل كانوا محتجزين في وقت الغرق. وفقًا لشهادات مسربة رواها الناجون لخفر السواحل، أُجبر الباكستانيون على الهبوط، مع السماح لجنسيات أخرى بالتواجد على السطح العلوي، حيث كانت لديهم فرصة أكبر للنجاة.
تأكد وفاة ما لا يقل عن 80 راكبًا على متن القارب، مما يجعلها أكثر كارثة دموية في عام 2023 في البحر الأبيض المتوسط. وقالت الشرطة اليونانية إنها تعمل على افتراض أن ما يصل إلى 500 شخص في عداد المفقودين. بحلول مساء يوم 16 يونيو، ألقت السلطات اليونانية القبض على تسعة مشتبه بهم يُعتقد أنهم مسؤولون عن عملية تهريب الأشخاص. ومن المقرر أن يمثل الرجال، وجميعهم من أصول مصرية، أمام قاضٍ محلي، ومن المرجح أن يوجه المدعي العام اتهامات لهم، تشمل القتل الجماعي. بالإضافة إلى ذلك، اعتقلت السلطات الباكستانية 10 متاجرين مشتبه بهم.

## ما بعد الكارثة

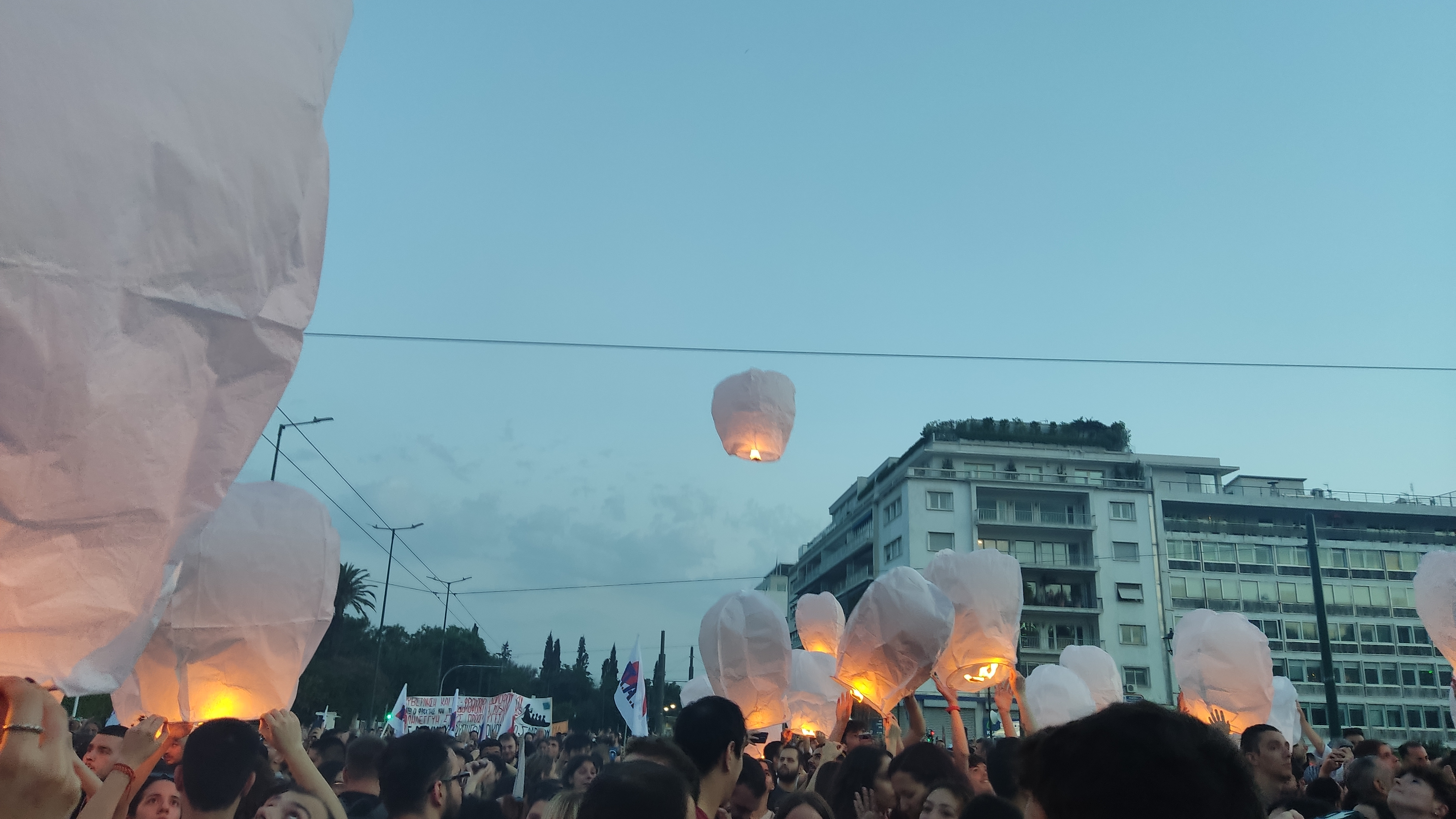
أضاءت الفوانيس تخليدا لذكرى الضحايا خلال الاحتجاج في أثينا

أصدر خفر السواحل اليوناني صورًا جوية تظهر الطوابق العلوية والسفلية للقارب قبل ساعات من غرقه. وزعم خفر السواحل في تصريحات رسمية أن القارب وركابه رفضوا المساعدة لأن وجهته كانت إيطاليا، وبالتالي عادت قواربه إلى الوراء. اتصل أشخاص على متن القارب في وقت متأخر من يوم الثلاثاء، بشبكة "إنذار فون Alarm Phone"، وهي شبكة دعم لعمليات الإنقاذ. قال الركاب إن القبطان ترك السفينة. لا يُعتقد أن أي شخص على متن القارب كان يرتدي سترة نجاة.
قال زعيم المعارضة اليونانية الكسيس تسيبراس إنه زار ميناء كالاماتا وتحدث مع الناجين الذين قالوا إنهم "طلبوا المساعدة". وسأل: "ما هو نوع البروتوكول الذي لا يدعو إلى إنقاذ... قارب محمّل على وشك الغرق؟" وقال تسيبراس إن سياسة الهجرة الأوروبية "تحول البحر الأبيض المتوسط وبحارنا إلى قبور مائية". أعلنت الإدارة المؤقتة في أثينا الحداد الوطني لمدة ثلاثة أيام،  وزارت الرئيسة اليونانية كاترينا ساكيلاروبولو بعض الناجين وقدمت تعازيها.
في ظل الحكومة المحافظة السابقة، اتخذت السلطات اليونانية موقفًا متشددًا بشأن الهجرة، وزادت من الرقابة على الحدود،  وغالبًا ما ترفض القوارب المحملة بالمهاجرين واللاجئين. دعت العديد من المنظمات اليسارية والنقابات والأحزاب، بما في ذلك الحزب الشيوعي اليوناني والتجمعات المناهضة للعنصرية، إلى احتجاجات في 15 يونيو تضامنًا مع اللاجئين وضد عمليات الإعادة والأسوار الحدودية التي تهدف إلى السيطرة على الهجرة. في ذلك المساء، تجمع آلاف المتظاهرين في أثينا وسالونيك للتظاهر ضد سياسات الهجرة في الاتحاد الأوروبي. وألقى بعض المتظاهرين في أثينا قنابل حارقة على الشرطة وتعرضوا للغاز المسيل للدموع. وتظاهر متظاهرون في كالاماتا بالقرب من منشآت المهاجرين رافعين لافتة كتب عليها "دموع التماسيح ! لا لاتفاق الاتحاد الأوروبي بشأن الهجرة".
بسبب ارتفاع عدد القتلى من الباكستانيين، أعلن رئيس الوزراء الباكستاني شهباز شريف يوم حداد في 19 يونيو 2023. وقالت صحيفة داون الباكستانية في افتتاحيتها إن "القوانين العنصرية والسياسات المناهضة للهجرة" التي تهدف إلى منع المهاجرين من الدخول بأمان وبشكل قانوني هي المسؤولة عن مقتل آلاف اللاجئين.

## الإجراءات القضائية
في 19 يونيو 2023، مثُل تسعة أشخاص متهمين بتهريب البشر وتشغيل القارب أمام محكمة يونانية في كالاماتا. جرى الاستماع إليهم ودفعهم بالبراءة في محكمة يونانية. وهؤلاء الرجال جميعهم مصريون تتراوح أعمارهم بين 20 و40 عامًا.